# Let Love Rule
Albums de Lenny Kravitz
Mama Said
(1991)
Let Love Rule est le nom du premier album de Lenny Kravitz, sorti chez Virgin Records en septembre 1989. Sa femme Lisa Bonet a écrit les paroles de Fear et coécrit les paroles de Rosemary.

## L'album
Kravitz vient juste d'abandonner son groupe Romeo Blue lorsqu'il écrit cet album. Enregistré à l'ancienne avec des amplis et des micros à lampes, et sans l'aide d'aucune technologie moderne, il s'inspire des sonorités des années 1960, et l'influence d'artistes tels que John Lennon ou Jimi Hendrix s'y fait sentir. Il sera d'ailleurs beaucoup reproché à Lenny Kravitz, pour cet album comme pour les suivants, de manquer d'originalité, voire de faire dans le pastiche.
Lenny Kravitz joue seul de la plupart des instruments.
L'album fait partie des 1001 Albums You Must Hear Before You Die.

### Liste des titres
1. Sittin' On Top of the World - 3:16
2. Let Love Rule - 5:42
3. Freedom Train - 2:52
4. My Precious Love - 5:16
5. I Build This Garden For Us - 6:17
6. Fear - 5:20
7. Does Anybody Out There Even Care - 3:43
8. Mr. Cab Driver - 3:52
9. Rosemary - 5:28
10. Be - 3:20
11. Blues for Sister Someone - 3:00
12. Empty Hands - 4:44
13. Flower Child - 2:56